# رايبنوي
رايبنوي (بالروسية: Рыбное) هي إحدى مدن روسيا في الكيان الفدرالي الروسي ريازان أوبلاست.